# Fernando Palazzi
Fernando Palazzi (* 21. Juni 1884 in Arcevia; † 8. Juni 1962 in Mailand) war ein italienischer Literat und Lexikograf.

## Leben und Werk
Palazzi studierte Jura und wirkte von 1908 bis 1928 an Gerichten in Ancona, Piacenza, Ferrara, San Costi, Carpineti, Montecarotto, Paullo Lodigiano und Rom. Gleichzeitig und danach betätigte er sich literarisch, übersetzte Molière, Perrault, Voltaire, Choderlos de Laclos, Bernardin de Saint-Pierre, Brillat-Savarin, Balzac, Heine, Sainte-Beuve, Mérimée und Taine, war Mitarbeiter verschiedener Zeitungen und Zeitschriften, schrieb einen 1930 preisgekrönten Roman und publizierte den Novissimo dizionario della lingua italiana (Mailand 1939, 1358 Seiten, zusammen mit Eugenio Treves, 1888–1970, dessen Name aus rassischen Gründen unterschlagen wurde und auch heute nur im Vorwort genannt wird), bearbeitet von Gianfranco Folena (Mailand 1974, 1624 Seiten) und erneut unter dem Titel Dizionario della lingua italiana, bekannt als Palazzi-Folena (Turin 1991, 2043 Seiten).

## Weitere Werke
- Sem Benelli. Studio biografico critico, Ancona 1913
- La civiltà romana. La vita, le istituzioni, i costumi, con nomenclatura e fraseologia latina e con passi latini scelti convenientemente annotati (zusammen mit M. Untersteiner), Mailand 1925
- Piccolo dizionario di mitologia e antichità classiche (zusammen mit Giuseppe Ghedini), Mailand 1925, 25. Auflage 1954
- La civiltà greca. Storia politica, letteraria e artistica, religione, istituzioni pubbliche, usi e costumi, Milano 1926.
- Il libro dei mille savi 1927
- Civiltà e imperi. Corso di storia per i ginnasi inferiori. Vol. I: Le civilta antiche. Vol. II: Il Medioevo e la civiltà moderna. Vol. III: La civiltà contemporanea. Milano/Verona 1928
- La storia amorosa di Rosetta e del cavalier di Nérac, Milano 1931 (Roman)
- Il fiore. Libro completo di letture per l'istituto tecnico inferiore, Milano 1932
- Enciclopedia degli aneddoti. Settemila aneddoti storici di tutti i tempi e paesi, Milano 1935, 3 Bde. 1946
- Chicchi d'oro. La storia narrata ai ragazzi attraverso l'aneddoto, Milano 1936
- Grammatica italiana moderna  ad uso delle scuole medie inferiori, Milano 1937 (1953 Novissima grammatica italiana)
- La parola e le sue leggi. Nuovissima grammatica italiana per la scuola media, Milano/Messina 1941
- Enciclopedia della fiaba, Messina 1941
- La città. Impressioni e fantasie, Milano 1946
- Scriver Bene. Stilistica, metrica, letteratura, Milano/Messina 1952
- Il piccolo Palazzi. Moderno dizionario della lingua italiana, Milano 1953 (Milano 2007, 1172 Seiten)